# Moti Special
Moti Special era un grupo de música alemán de la nueva ola, formado en 1981 en Hamburgo por el guitarrista danés Nils Tuxen, el teclista rumano Michael Cretu, el bajista/vocalista Manfred «Thissy» Thiers y el baterista Reinhard «Dickie» Tarrach. Todos los miembros de la banda ya habían tenido experiencia previa como músicos de sesión profesionales, habiendo trabajado al mismo tiempo en otros proyectos musicales. También habían trabajado a la vez juntos, como en el álbum de Peter Cornelius Zwei (1980).

## Primera etapa
Thiers había elegido el nombre del grupo inspirándose en un plato «especial» picante de un restaurante hindú de Londres.
El éxito de la banda no se produjo hasta 1985. Aunque el primer sencillo «Stop! Girls Go Crazy» no llegó a entrar en las listas musicales de éxito, el siguiente, «Cold Days, Hot Nights», sí llegó a ser un éxito en Europa, alcanzando el n.º 3 en Alemania. El tercer sencillo, «Don't Be So Shy», alcanzó el n.º 9 al tiempo que el primer álbum de la banda, Motivation, llegaba al n.º 20 ese mismo año.
Michael Cretu dejó el grupo para seguir su carrera musical en solitario y para producir a varios artistas, entre ellos a su futura esposa y superestrella de los años 80 Sandra.

## Segunda etapa
Nada se volvió a saber de la banda hasta 1989, cuando se publicó el nuevo sencillo «In Love We Stand». El nuevo álbum, Dancing for Victory, editado junto al sencillo de mismo título, no fue muy bien recibido a como lo fue el primer álbum de 1985. Dos nuevos miembros se añadieron a la banda: Frank Ådahl (vocalista y teclista), y Anders Mossberg (bajista). Ambos habían sido músicos de sesión provenientes de Suecia, aunque Frank Ådahl ya había publicado varios álbumes desde los años 70. Para entonces, solo Tuxen y Tarrach permanecían aún como integrantes originales de la Moti Special primigenia.
Michael Cretu tuvo desde la segunda mitad de los años 80 una carrera musical exitosa como artista, colaborador, productor y, sobre todo, por ser el creador del proyecto musical Enigma en 1990. También llegó a grabar un álbum con Manfred Thiers bajo el nombre de  Cretu & Thiers. El álbum, Belle Epoque, fue publicado en 1988.  
Manfred «Thissy» Thiers seguía trabajando como bajista de sesión, al mismo tiempo que colaboraba con otros músicos en diferentes proyectos musicales.

## Álbumes
- 1985 - Motivation
- 1990 - Dancing for Victory